# Перечень костей скелета человека
Скелет взрослого человека состоит из около 206-208 костей: 23 кости образуют череп, 33 — позвоночный столб, 25 — ребра и грудину, 64 — скелет верхних конечностей, 62 — скелет нижних конечностей. 
B скобках приведены латинские названия, число в скобках указывает на количество одинаковых костей. 

## Кости головы
|  |  |

Череп (cranium) состоит из 23 костей.
- Мозговой отдел (cranium cerebrale) (8 костей):
  - лобная кость (os frontale);
  - теменная кость (os parietale) (2);
  - затылочная кость (os occipitale);
  - клиновидная кость (os sphenoidale);
  - височная кость (os temporale) (2);
  - решётчатая кость (os ethmoidale).
- Лицевой отдел (cranium viscerale) (15 костей):
  - верхняя челюсть (maxilla) (2);
  - нёбная кость (os palatinum) (2);
  - сошник (vomer);
  - скуловая кость (os zygomaticum) (2);
  - носовая кость (os nasale) (2);
  - слёзная кость (os lacrimale) (2);
  - нижняя носовая раковина (concha nasalis inferior) (2);
  - нижняя челюсть (mandibula);
  - подъязычная кость (os hyoideum).

Кости среднего уха (3×2):
- молоточек (malleus) (2);
- наковальня (incus) (2);
- стремя (stapes) (2).

## Кости туловища
Позвоночный столб (columna vertebralis) состоит из 32-34 костей:
- шейные позвонки (7, vertebrae cervicales), в т. ч. атлант (atlas) и эпистрофей (axis);
- грудные позвонки (12, vertebrae thoracicaе);
- поясничные позвонки (5, vertebrae lumbalis);
- крестец (5, os sacrum);
- копчик (3-5, os coccygis)

Грудная клетка (compages thoracis) состоит из 37 костей (из них 12 грудных позвонков относятся ещё и к позвоночнику):и  мечевидный хрящ 
- рёбра (costae) (12×2);
- грудина (sternum).

## Кости верхней конечности
Пояс верхней конечности (cingulum membri superioris) (2×2):
- лопатка (scapula) (2);
- ключица (clavicula) (2).

Свободная часть верхней конечности (skeleton membri superioris liberi) (30×2)
Плечо (brachium) :
- Плечевая кость (humerus) (2).

Предплечье (antebrachium):
- локтевая кость (ulna) (2);
- лучевая кость (radius) (2).

Кисть (manus) (27×2).
- Запястье (carpus) (8×2):
  - ладьевидная кость (os scaphoideum) (2);
  - полулунная кость (os lunatum) (2);
  - трёхгранная кость (os triquetrum) (2);
  - гороховидная кость (os pisiforme) (2);
  - кость-трапеция (os trapezium) (2);
  - трапециевидная кость (os trapezoideum) (2);
  - головчатая кость (os capitatum) (2);
  - крючковидная кость (os hamatum) (2).
- Пястье (metacarpus):
  - Пястные кости (ossa metacarpi) (5×2).
- Кости пальцев (ossa digitorum) (14×2) — по 5 пальцев на каждой кисти, по 3 фаланги в каждом пальце, кроме большого (I) пальца, у которого 2 фаланги: (большой палец, I (pollex); указательный палец, II (index); средний палец, III (digitus medius); безымянный палец, IV (digitus anularis); мизинец, V (digitus minimus)).
  - проксимальная фаланга (phalanx proximalis) (5×2);
  - средняя фаланга (phalanx media) (4×2);
  - дистальная фаланга (phalanx distalis) (5×2).

## Кости нижней конечности
Пояс нижней конечности (cingulum membri inferioris) (3×2)
- Тазовая кость (os coxae) (2):
  - подвздошная кость (os ilium) (2);
  - седалищная кость (os ischii) (2);
  - лобковая кость (os pubis) (2).

Свободная часть нижней конечности (skeleton membri inferioris liberi) (30×2)
Бедро (femur):
- бедренная кость (femur) (2);
- надколенник (patella) (2).

Голень (crus):
- большеберцовая кость (tibia) (2);
- малоберцовая кость (fibula) (2).

Стопа (pes, pedis) (26×2)
- Предплюсна (tarsus) (7×2):
  - пяточная кость (calcaneus) (2);
  - таранная кость (talus) (2);
  - ладьевидная кость (os naviculare) (2);
  - медиальная клиновидная кость (os cuneiforme mediale) (2);
  - промежуточная клиновидная кость (os cuneiforme intermedium) (2);
  - латеральная клиновидная кость (os cuneiforme laterale) (2);
  - кубовидная кость (os cuboideum) (2).
- Плюсна (metatarsus):
  - Плюсневые кости (ossa metatarsi) (5×2).
- Кости пальцев (ossa digitorum) (14×2) — по 5 пальцев на каждой стопе, по 3 фаланги в каждом пальце, кроме большого (I) пальца (hallux), у которого 2 фаланги:
  - проксимальная фаланга (phalanx proximalis) (5×2);
  - средняя фаланга (phalanx media) (4×2);
  - дистальная фаланга (phalanx distalis) (5×2).